# Fritz Peter Knapp
Fritz Peter Knapp (* 1944 in Wien) ist ein österreichischer Germanist und Literaturwissenschafter.

## Leben
Nach der Promotion zum Dr. phil. an der Universität Wien 1968 und Habilitation ebenda 1973 wurde er Professor in Passau 1982 und in Heidelberg für ältere deutsche Philologie 1996. 1995 wurde er zum korrespondierenden Mitglied der Österreichischen Akademie der Wissenschaften gewählt.
Knapp verfasste zahlreiche Artikel im Biographisch-Bibliographischen Kirchenlexikon (BBKL) sowie Artikel im Verfasserlexikon (VL).

## Veröffentlichungen  (Auswahl)
- Das lateinische Tierepos. Darmstadt 1979, ISBN 3-534-07808-X.
- Historische Wahrheit und poetische Lüge. Die Gattungen weltlicher Epik und ihre theoretische Rechtfertigung im Hochmittelalter. In: Deutsche Vierteljahrsschrift für Literaturwissenschaft und Geistesgeschichte. Band 54, 1980, S. 581–635.
- mit Herbert Zeman (Hrsg.): Die Österreichische Literatur. Ihr Profil von den Anfängen im Mittelalter bis ins 18. Jahrhundert (1050–1750). Teil 2. Graz 1986.
- Die Literatur des Früh- und Hochmittelalters in den Bistümern Passau, Salzburg, Brixen und Trient von den Anfängen bis zum Jahre 1273. Graz 1994, ISBN 3-201-01611-X.
- Grundlagen der europäischen Literatur des Mittelalters. Eine sozial-, kultur-, sprach-, ideen- und formgeschichtliche Einführung. Darmstadt 2011, ISBN 978-3-534-25374-6.
- Die Geburt des fiktionalen Romans aus dem Geiste des Märchens. Vorgetragen am 25. Oktober 2013. Heidelberg 2014, ISBN 3-8253-6297-3.
- Ysengrimus. Lateinisch/deutsch (= Mittellateinische Bibliothek. Band 10). Hiersemann, Stuttgart 2021, ISBN 978-3-7772-2131-1.
- La mort le roi Artu. Der Tod des Königs Artus. Altfranzösischer Text nach der Ausgabe von Jean Frappier 1964; neu ins Deutsche übersetzt mit ausführlicher Einleitung. Hiersemann, Stuttgart 2023, ISBN 978-3-7772-2324-7.